# L'Esclave de Phidias
Pour les articles homonymes, voir Phidias.
L'Esclave de Phidias est un film muet français réalisé par Louis Feuillade et Léonce Perret et sorti en 1917.

## Fiche technique
- Réalisation : Léonce Perret
- Photographie : Georges Specht
- Société de production : Société des Établissements L. Gaumont
- Pays de production : France
- Format : Muet - Noir et blanc
- Genre :  Film dramatique
- Date de sortie :
  - France : 20 avril 1917

## Distribution
- Suzanne Delvé : l'esclave Callyce
- Madeleine Ramey : la courtisane Quinta
- Luitz-Morat : Phidias
- Suzanne Grandais
- Paul Manson
- Armand Tallier